# Вулиця Рицарська (Варшава)
Рицарська вулиця (пол. Ulica Rycerska) — вулиця варшавського Старого Міста, яка проходить від вулиці Вузькій Дунай до вулиці Пекарської.
Назва вулиці походить від Рицарської вежі, що знаходиться в західній частині внутрішніх мурів Старої Варшави.

## Історія

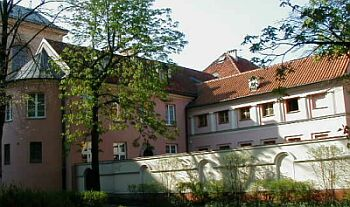
Згромадження сестер св. Єлизавети

Починаючи з XIV століття Рицарська служила для проходження міської сторожи яка патрулювала мури від Вузького Дунаю до Краківської брами. Перша вбога забудова припадає на XVI століття. У 1560 вулицю й будинки на ній окреслено назвою sub muro (біля муру). На початку XVIII століття в бідних дерев'яних будинках прибудованих до мурів і башт жили ремісники, в основному шевці. У першій половині XVII століття на Рицарській в Червоній башті на розі Пекарській жив кат, якій тримав тут публічний будинок. Вежа була зруйнована на рубежі XVIII і XIX століть.
Забудова часто знищувалася пожежами, зокрема, в 1655—1656 роках під час шведського потопу. У другій половині XVIII і на початку XIX століття на Рицарській були побудовані 1 — та 2 — поверхові будинки, в яких розташовувалися численні перукарні і публічні будинки. В XVII—XVIII століття ділянку між вулицею Пекарській і монастирем августинців називали вулиця Тісна.
Забудова вулиці була повністю зруйнована в 1944. Відновлено лише її північну сторону, і, у зміненому вигляді, кілька будинків на східній стороні.
За адресою Рицарська, 2 розташована варшавська провінція Згромадження сестер св. Єлизавети.

## Рицарська вежа

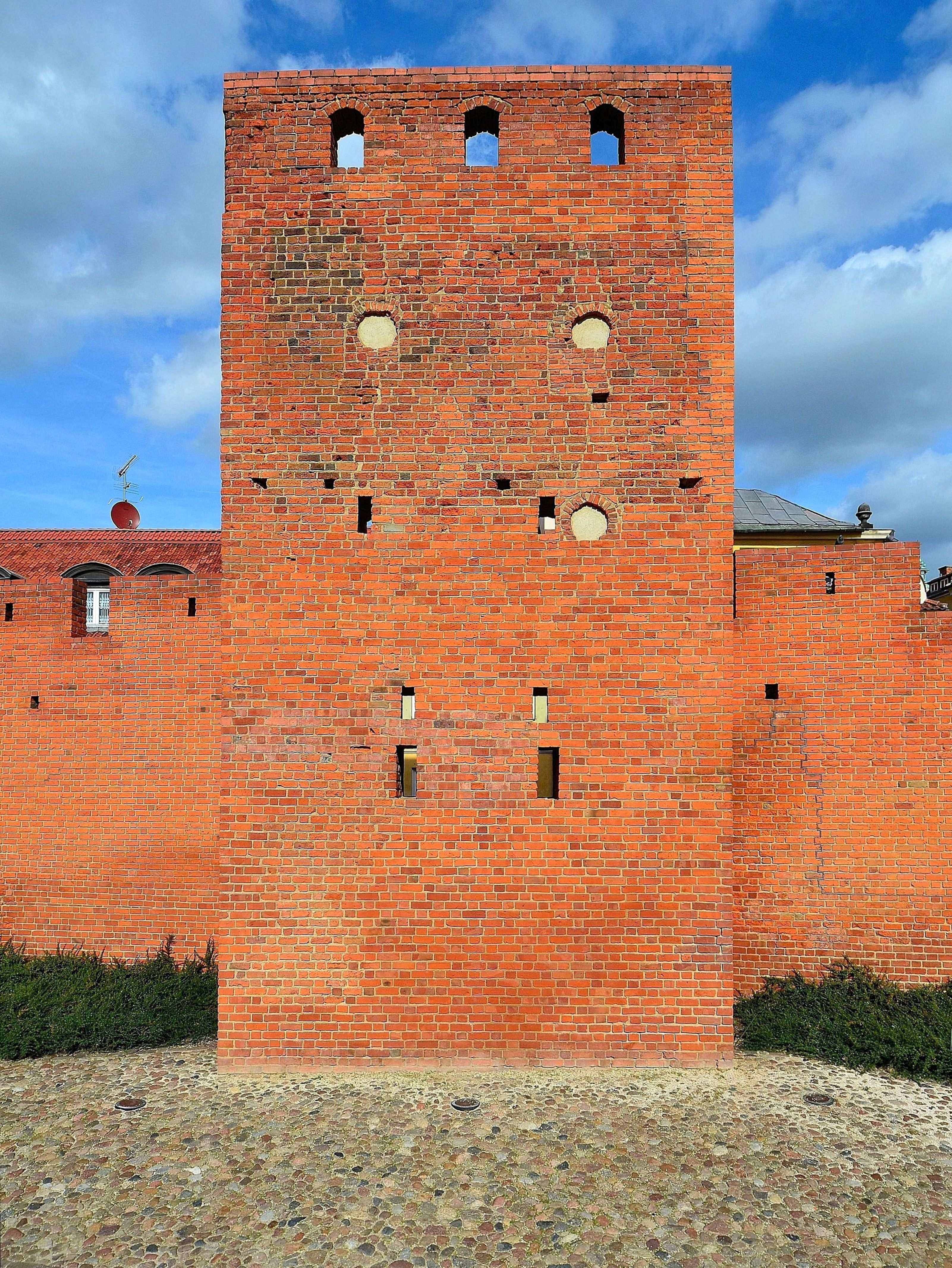
Рицарська вежа

Розташована на розі вулиць Рицарській і Пекарській, п'ятиповерхова прямокутна вежа внутрішньої стіни заввишки 13,5 м, в більшості оригінальна (повністю збереглися передня стінка і бічна північна), називається Рицарською вежею або Рицарським домом. Була побудована разом з першим відрізком стіни (до 1339), спочатку як чотирьохповерхова з дерев'яними перекриттями, тільки після 1379 додано останній поверх.
Спочатку вежа була приміщення для міської варти. На рубежі XVI і XVII століть, після замуровування бійниць була прикрашена округлими білими порожнинами. В 1614 році була перебудована в житловий будинок, що належав Адаму Лещинському.
У 1958-63 роках вежа була очищена від пізнішої забудови і відреставрована (зокрема, відкрили знову середньовічні бійниці і добудували зруйновану до половини висоти південну стіну).

## Оточення
- Скульптура Освенцим II[pl]

## Дрібниці
- Дія оповідання Дивні речі Людвика Станіслава Ліцінського[pl] частково відбувається на вулиці Рицарській[2].